# Pou
|  | Per a altres significats, vegeu «Pou (desambiguació)». |

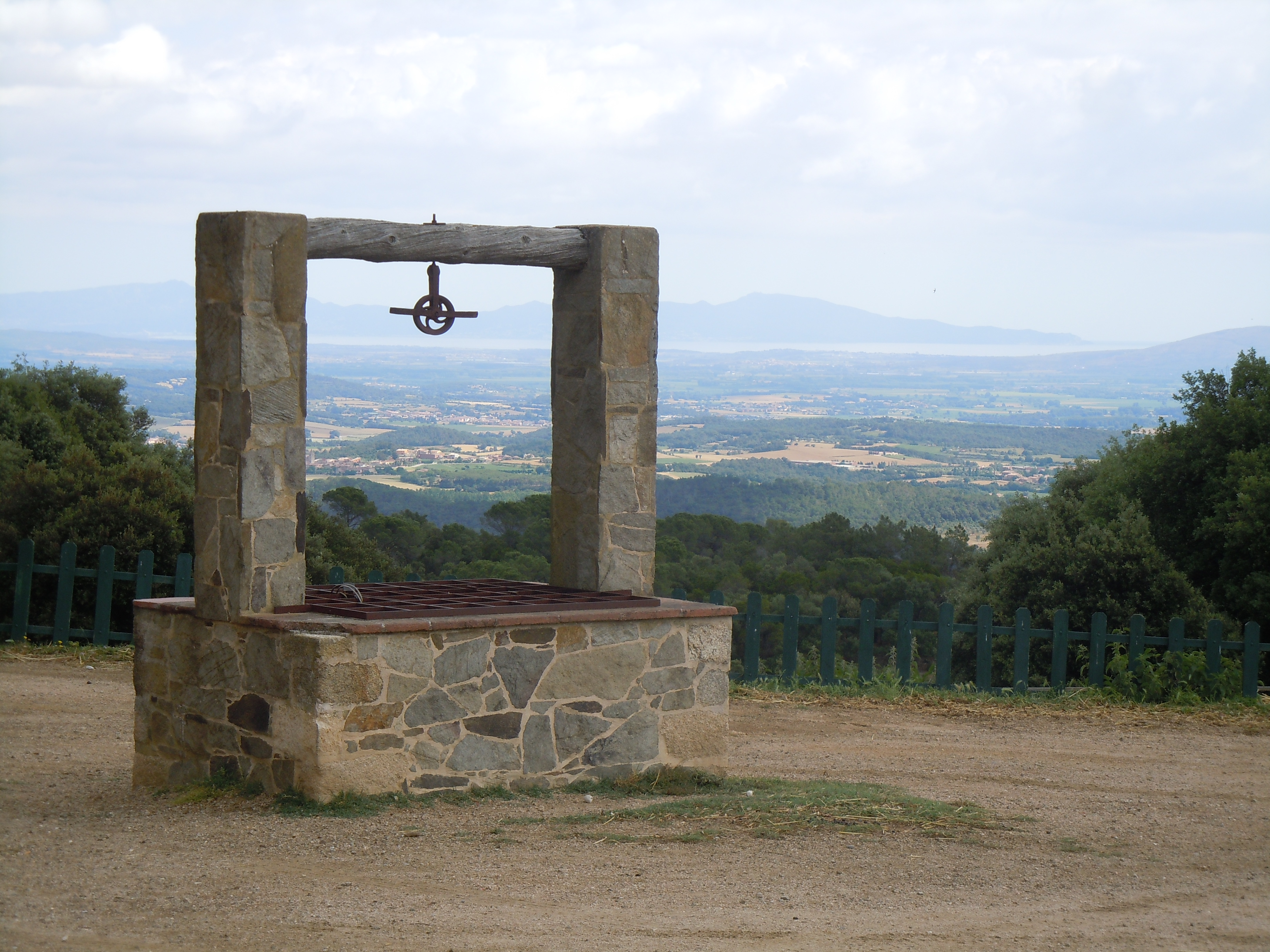
Vistes des de Sant Cebrià de Lledó o els Metges, a les Gavarres, amb el pou a primer terme.

Un pou és un orifici vertical excavat o perforat a la terra. Generalment de forma cilíndrica, se n'acostumen a assegurar les parets amb pedra, ciment o fusta perquè no s'ensorri. Per evitar accidents o l'entrada de cossos estranys, normalment es protegeix l'obertura amb un brocal o barana que l'envolta. Alguns pous s'excaven fins a una profunditat suficient per aconseguir el que es busca, com una reserva d'aigua subterrània o matèries com el petroli (pou petrolífer). Antigament es feien pous per acumular neu, anomenats pous de glaç o neveres. Un avenc és un pou o cova vertical natural. En un riu, un pou és un lloc de més profunditat que la resta de la llera.
El forat, excavació o túnel vertical, es sol construir amb desenvolupament i forma cilíndrica -en la majoria dels casos-, se solen assegurar les seves parets amb maó, pedra, ciment o fusta, per evitar el seu deteriorament i ensorrament, que podrien causar el tapament del pou.

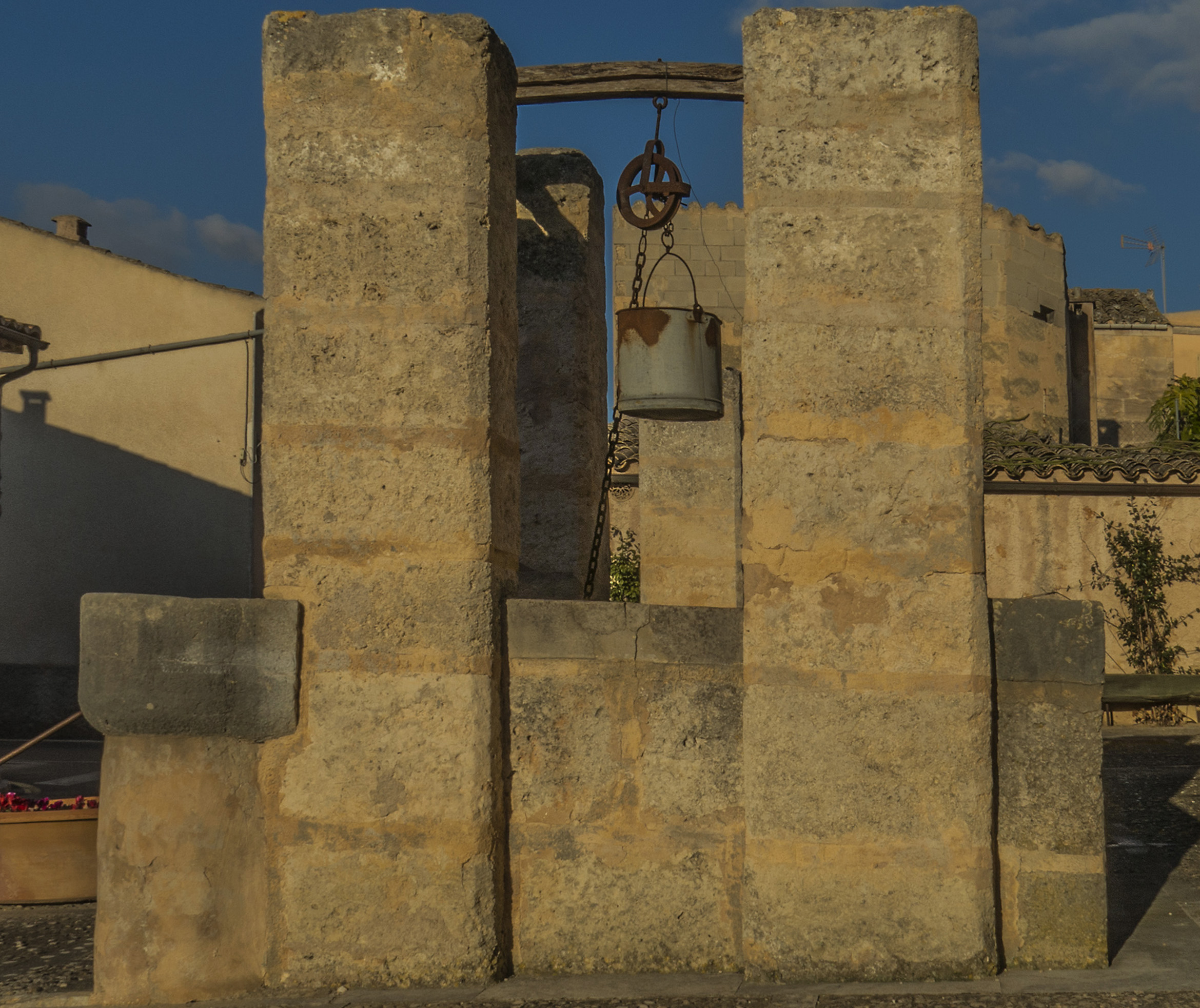
Pou de Costitx, Mallorca

## Història

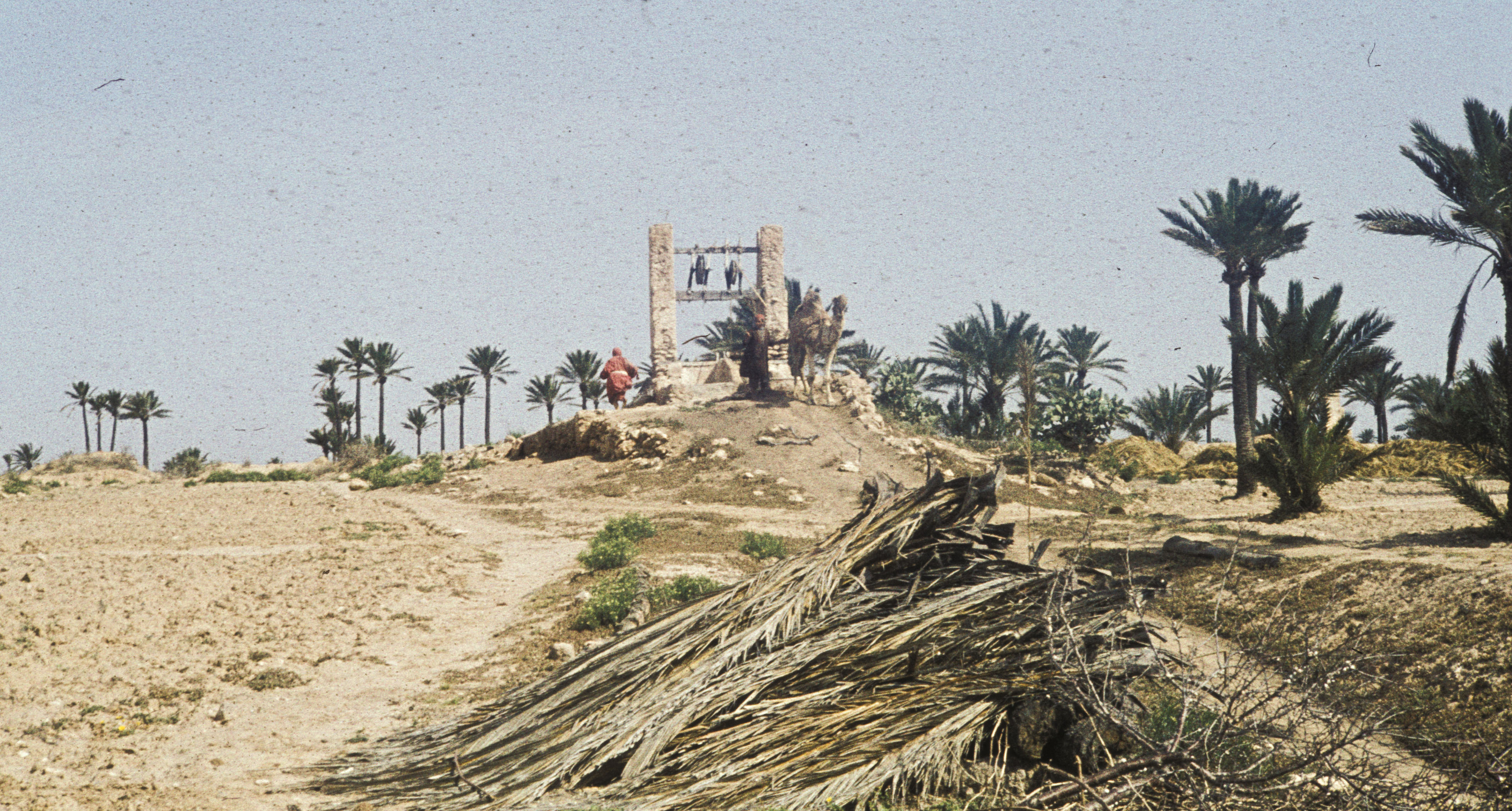
Camell traient aigua d'un pou, illa de Djerba, Tunísia, 1960

Es coneixen pous molt primerencs del Neolític del Mediterrani Oriental. El pou més antic datat de manera fiable és del lloc arqueològic neolític pre-ceràmica (PPN) de Kissonerga-Mylouthkia a Xipre. Al voltant del 8400 aC, es va obrir un pou (pou 116) de diàmetre circular a través de pedra calcària per arribar a un aqüífer a una profunditat de 8 metres. El pou 2070 de Kissonerga-Mylouthkia, que data de finals de PPN, arriba a una profunditat de 13 metres. Es coneixen altres pous lleugerament més joves d'aquest lloc i dels veïns Parekklisha-Shillourokambos. Un altre pou primerenc de pedra folrada de 5,5 metres de profunditat està documentat en un lloc PPN final inundat (c. 7000 aC) a 'Atlit-Yam davant de la costa prop de la moderna Haifa a Israel.
Els pous revestits de fusta es coneixen des de principis de la cultura de la ceràmica lineal del Neolític, per exemple a Ostrov, República Txeca, amb data de 5265 aC, Kückhoven (un centre perifèric d'Erkelenz), amb data de 5090 aC, i Eythra a Schletz (un centre perifèric de Asparn an der Zaya) a Àustria, amb data de 5200 aC.
Els xinesos neolítics van descobrir i fer un ús extensiu de l'aigua subterrània perforada profundament per beure. A El Llibre dels Canvis, originalment un text d'endevinació de la dinastia Zhou Occidental (1046-771 aC), conté una entrada que descriu com els antics xinesos mantenien els pous i protegien les fonts d'aigua. Es creia que un pou excavat al lloc d'excavació de Hemedu es va construir durant l'era neolítica. El pou estava revestit per quatre files de troncs amb un marc quadrat unit a ells a la part superior del pou. També es creu que 60 pous de teules addicionals al sud-oest de Beijing es van construir al voltant de l'any 600 aC per beure i regar.

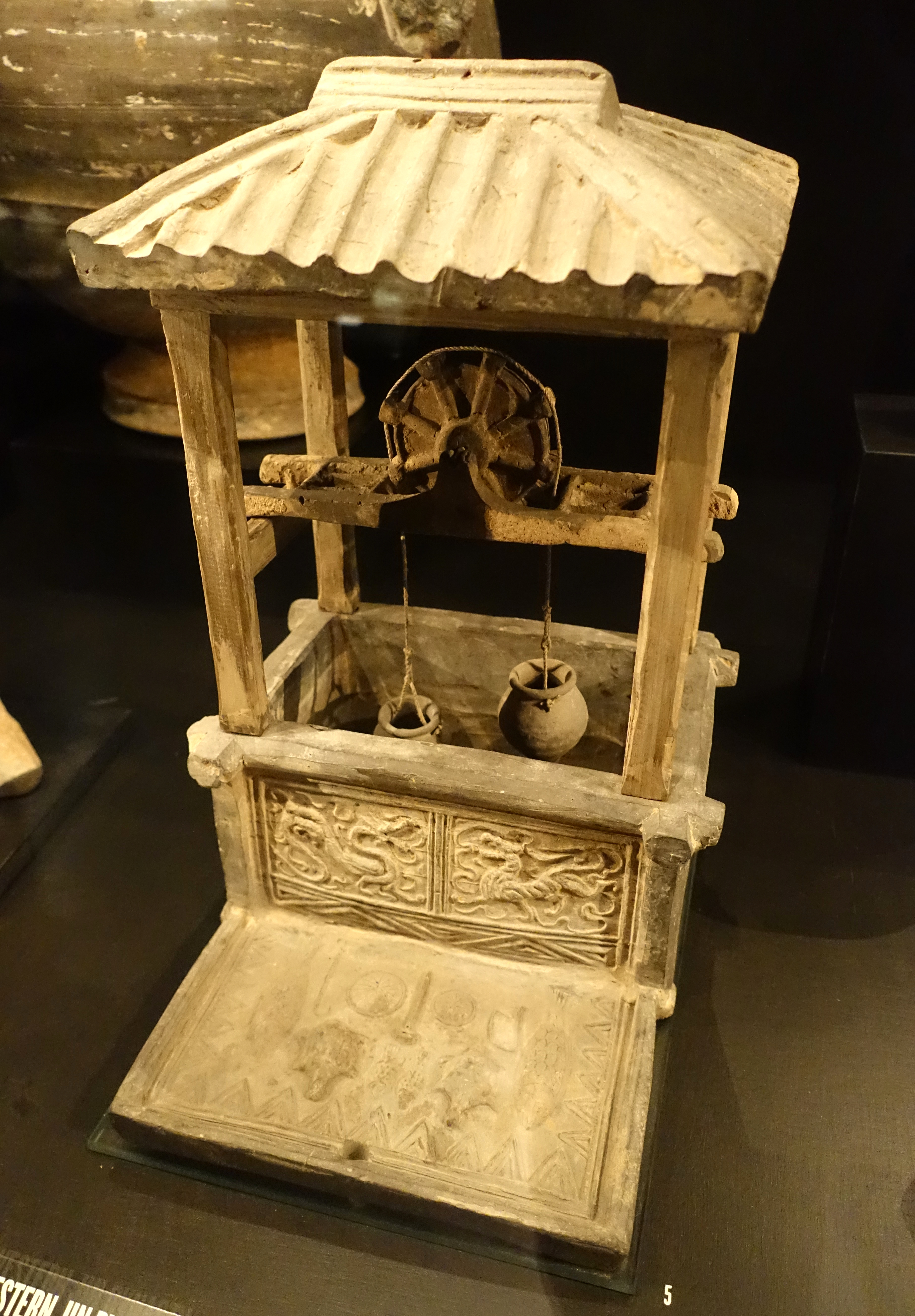
Una maqueta de ceràmica xinesa d'un pou amb un sistema de politja d'aigua, excavat en una tomba del període de la dinastia Han (202 aC - 220 dC)

A Egipte, es fan servir el shadoof i el sakia. El sakia és molt més eficient, ja que pot treure aigua des d'una profunditat de 10 metres (enfront dels 3 metres del shadoof). La sakia és la versió egípcia de la sínia. Alguns dels pous coneguts més antics del món, ubicats a Xipre, daten del 7000 al 8500 aC. S'han descobert a Israel dos pous del Neolític, al voltant de l'6500 aC. Un és a Atlit, a la costa nord d'Israel, i l'altre és la Vall de Jezreel.
Els pous per a altres fins van aparèixer molt més tard, històricament. El primer pou de sal registrat va ser excavat a la província xinesa de Sichuan fa uns 2250 anys. Aquesta va ser la primera vegada que l'antiga tecnologia de pous d'aigua es va aplicar amb èxit per a l'explotació de sal i va marcar el començament de la indústria d'extracció de sal de Sichuan. Els pous de petroli més antics coneguts també es van perforar a la Xina, el 347 de l'era comuna. Aquests pous tenien profunditats de fins a aproximadament 240 m i van ser perforats usant broques unides a pals de bambú. L'oli es va cremar per evaporar salmura i produir clorur de sodi. Al segle x, extensos oleoductes de bambú connectaven pous de petroli amb brolladors d'aigua salada. Es diu que els registres antics de la Xina i Japó contenen moltes al·lusions a l'ús de gas natural per a il·luminació i calefacció. El petroli es coneixia com "aigua ardent" al Japó en el segle vii.

## Tipologia

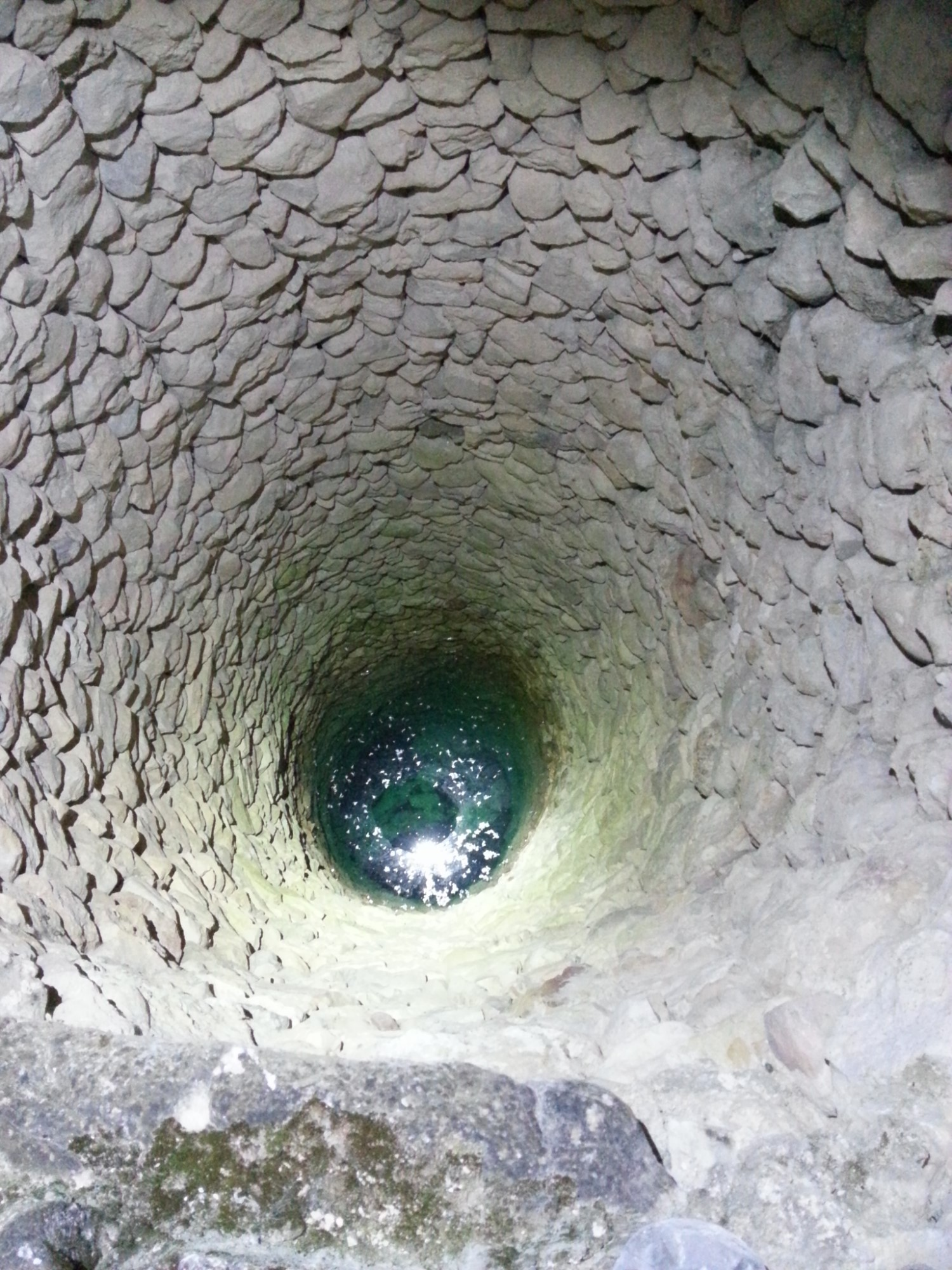
Interior d'un pou d'aigua, Jaén

Els pous tradicionals per recollir aigua solen emplaçar-se en l'entorn de les cases, ben al pati de l'habitatge (com el tradicional pou artesià) o a la zona comuna veïnal (amb models específics com els singulars «Pozzi» de la ciutat de Venècia). Per seguretat i utilitat, el pou s'envolta a nivell de superfície amb un brocal, a manera de ampit o parapet, sobre el qual s'instal·la una politja, per pujar i baixar el recipient, en general un cub. També se li sol posar una tapadora per evitar que caigui brutícia al seu interior o possibles accidents.
En les poblacions on, per filtració d'aigües residuals, el nivell freàtic pot estar contaminat i l'aigua de pou ja no és potable, pot seguir utilitzant-se per tasques de neteja i reg.
Ha quedat referència arqueològica de pous del segle XII aC. en Pèrsia
Un pou integrat en un marge és un clot excavat per arribar a la capa freàtica i integrat en el paredat d'un marge que s'utilitza per captar l'aigua pel consum humà i animal. Està cobert amb dues lloses superposades de grans dimensions, la darrera de les quals està al mateix nivell que la filada de dalt del marge. La llosa interior té encastat un ganxo del qual es penjava la corriola. El parament interior del clot és de pedra lleugerament adobada amb reble darrere i arriba a una profunditat de 6,70 m per 76 cm de diàmetre. El parament exterior, que s'alça a 1,81 m del nivell del sòl, es configura com una endinsada del marge en forma semicircular. L'obertura del pou per accedir a l'aigua presenta una gran llosa col·locada de fil a manera d'ampit per tal d'evitar caigudes.

## Simbolisme
Com a símbol, el pou apareix ja en les cultures més primitives, anteriors a la civilitzacions de l' Antiguitat.  Així, per exemple, el controvertit musicòleg alemany Marius Schneider anotava que en els ritus medicinals entre els animistes, l'eix o centre del procés queda representat per un llac o pou, amb les aigües es mullen mans, pit i cap els malalts; com a signes aquàtics de salvació, a la vora de l'aigua creixen les canyes i queden dipositades les petxines.  També la deessa grega de l'agricultura, Deméter, i altres deïtats clàssiques solen representar-se al costat del brocal d'un pou. Al cristianisme, El pou és símbol de salvació (dins de l'esquema conceptual de la vida com peregrinació), sent l'aigua refrescant i purificadora "símbol de l'aspiració sublim, de la corda de plata que lliga el palau de centre".
En l'acte de treure aigua d'un pou -com en el simbolisme de la pesca- es llegeix el procés purificador d' 'extreure des del fons', sent el que puja "pur contingut numinós ". De la mateixa manera de mirar el fons d'un pou, com contemplar l'aigua d'un llac són representacions de l'acte místic contemplatiu. Finalment, Juan Eduardo Cirlot, anota també la dada de l'associació de pou a les al·legories medievals com a símbol de l'ànima i atribut femení.

## Iconografia
En la iconografia de l cristianisme, com en el d'altres religions, el coll de pou en un element gairebé recurrent, present en diversos coneguts passatges de l' Vell i el Nou Testaments. La Bíblia, com a llibre escrit per i per a un poble de pastors, el pou és "el lloc de trobada". Com a símbol es materialitza no només per la seva funcionalitat i utilitat sinó també representant el lloc de les aigües vives (culminació de la revelació cristiana), que se sintetitza en el passatge de Crist i la dona samaritana on Jesús "expressa de manera clara la seva condició messiànica ".

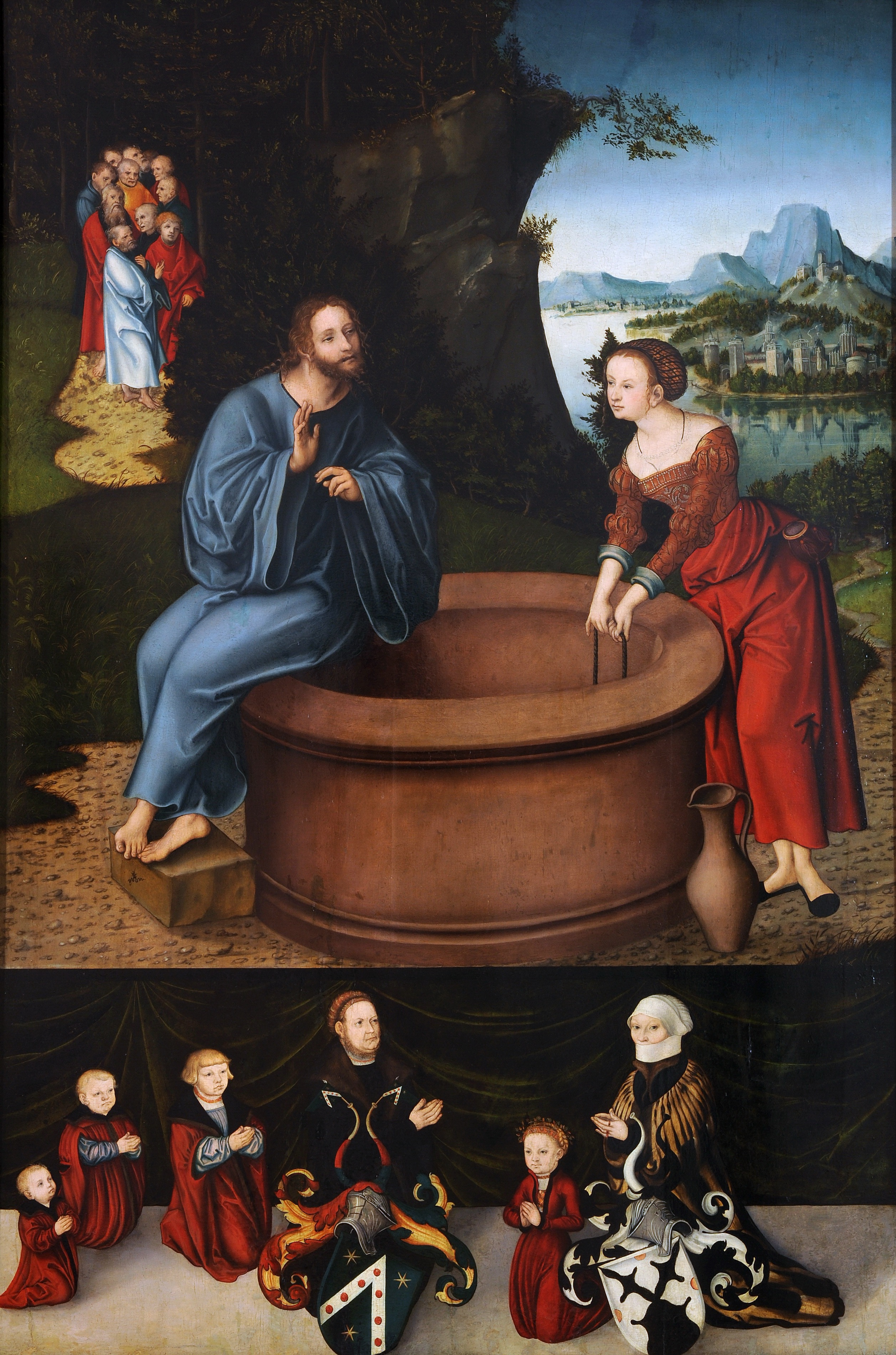
Lucas Cranach el Vell (1525 a 1537)
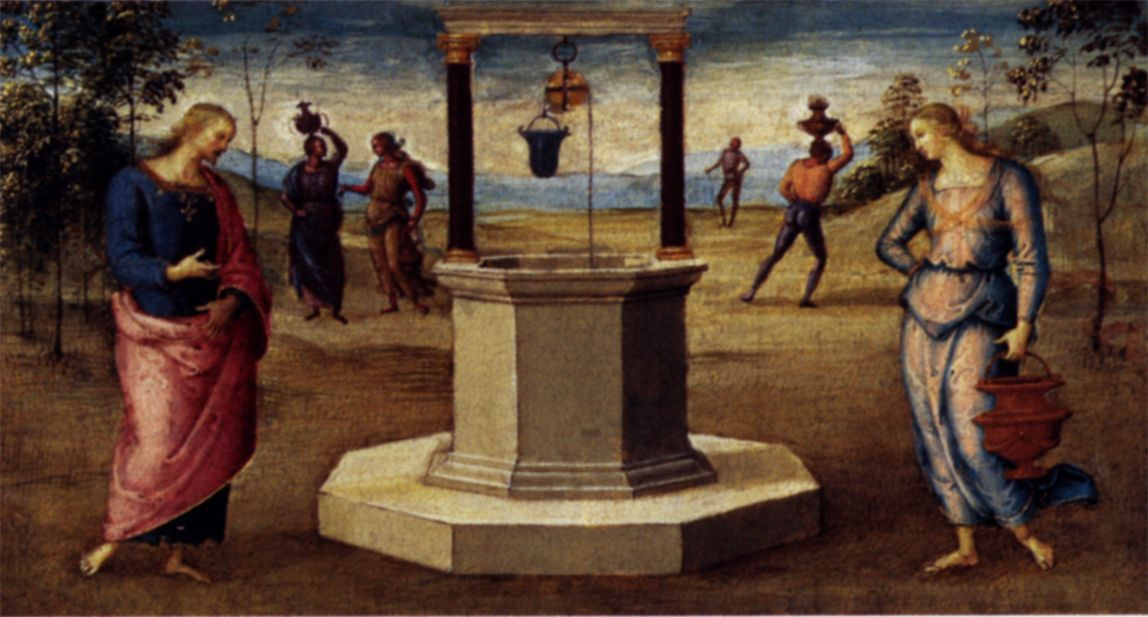
Perugino (1506)
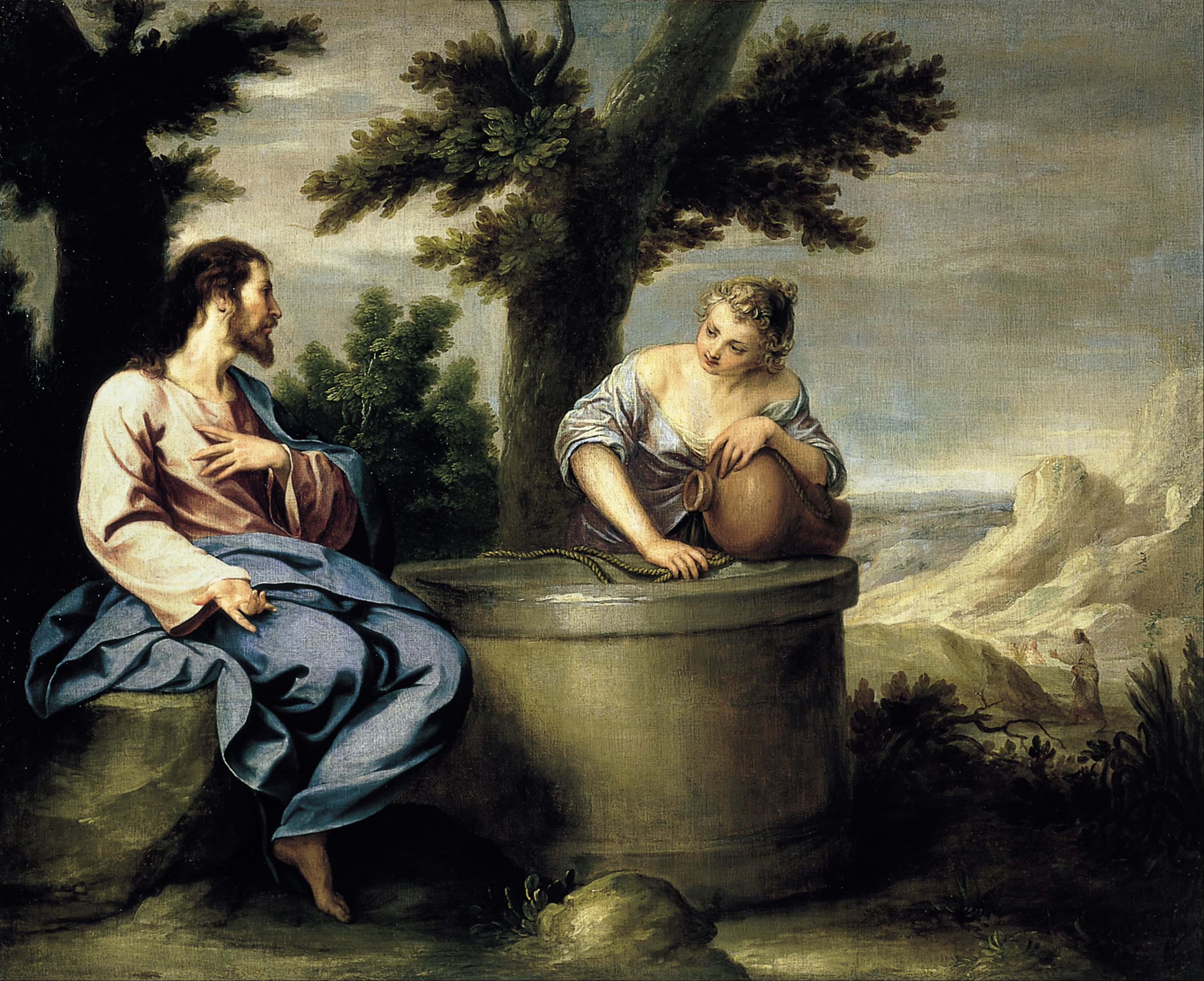
Alonso Cano (1640)
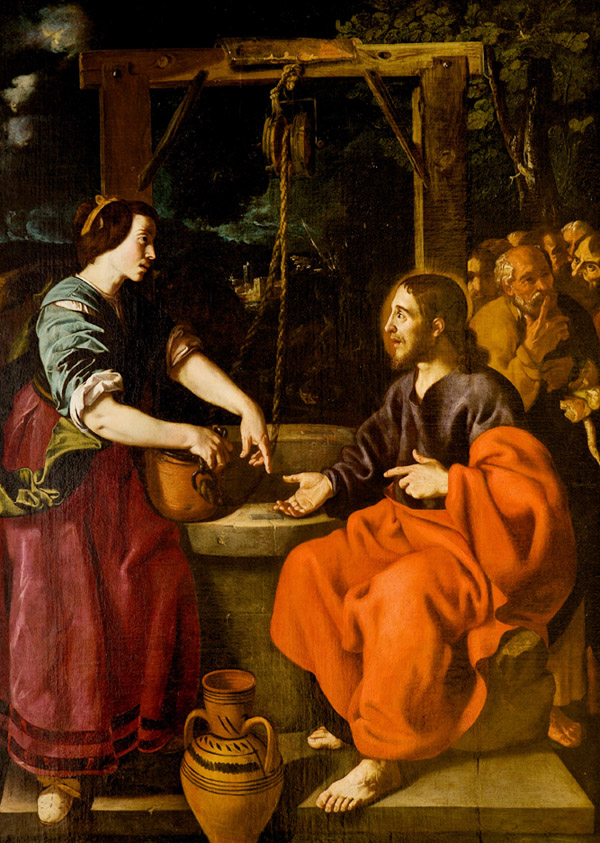
Jacinto de Espinosa (ca. 1650)

En un marc cultural més ampli, i sempre a través de l'herència de l'simbolisme, el pou sintetitza una triple iconografia com a "eix de la representació de l'Univers":
- vincle entre la superfície i el subsòl, que comunica amb mons inferiors (inferns i monstres);
- imatge o mirall de el cel que es reflecteix en les aigües de el fons (integrant així el nivell superior);
- imatge desfigurada i borrosa que emergeix en la foscor entre les estretes parets de el pou.